# In Their Darkened Shrines
In Their Darkened Shrines – trzeci album studyjny amerykańskiej grupy deathmetalowej Nile. Wydawnictwo ukazało się 20 sierpnia 2002 roku nakładem wytwórni muzycznej Relapse Records.

## Lista utworów
Opracowano na podstawie materiału źródłowego.
| Nr  | Tytuł utworu                                                                    | Słowa             | Muzyka            | Długość |
| --- | ------------------------------------------------------------------------------- | ----------------- | ----------------- | ------- |
| 1.  | „The Blessed Dead”                                                              | Karl Sanders      | Karl Sanders      | 4:53    |
| 2.  | „Execration Text”                                                               | Karl Sanders      | Dallas Toler-Wade | 2:46    |
| 3.  | „Sarcophagus”                                                                   | Karl Sanders      | Karl Sanders      | 5:09    |
| 4.  | „Kheftiu Asar Butchiu”                                                          | Karl Sanders      | Karl Sanders      | 3:52    |
| 5.  | „Unas Slayer of the Gods”                                                       | Karl Sanders      | Karl Sanders      | 11:43   |
| 6.  | „Churning the Maelstrom”                                                        | Karl Sanders      | Karl Sanders      | 3:07    |
| 7.  | „I Whisper in the Ear of the Dead”                                              | Karl Sanders      | Karl Sanders      | 5:10    |
| 8.  | „Wind of Horus”                                                                 | Dallas Toler-Wade | Dallas Toler-Wade | 3:47    |
| 9.  | „In Their Darkened Shrines I: Hall of Saurian Entombment”                       | Karl Sanders      | Karl Sanders      | 5:09    |
| 10. | „In Their Darkened Shrines II: Invocation to Seditious Heresy”                  | Karl Sanders      | Dallas Toler-Wade | 3:51    |
| 11. | „In Their Darkened Shrines III: Destruction of the Temple of the Enemies of Ra” | Karl Sanders      | Karl Sanders      | 3:11    |
| 12. | „In Their Darkened Shrines IV: Ruins”                                           | Karl Sanders      | Karl Sanders      | 6:01    |
|     |                                                                                 |                   |                   | 58:39   |

## Twórcy
Opracowano na podstawie materiału źródłowego.
| - Karl Sanders – śpiew, gitara, gitara basowa - Dallas Toler-Wade – śpiew, gitara, gitara basowa - Tony Laureano – śpiew, perkusja, instrumenty perkusyjne - Jon Vesano – śpiew (gościnnie) |  | - Mike Breazeale – śpiew (gościnnie) - Bob Moore – inżynieria dźwięku, produkcja muzyczna, miksowanie - Scott Hull – mastering - Orion Landau – okładka, oprawa graficzna |

## Listy sprzedaży
| Lista           | Kraj            | Pozycja |
| --------------- | --------------- | ------- |
| UK Albums Chart | Wielka Brytania | 179     |